# Taras Chevtchenko
Pour les articles homonymes, voir Taras Chevtchenko (homonymie) et Chevtchenko.
Œuvres principales
- Kobzar
- Le Testament

Taras Hryhorovytch Chevtchenko (en ukrainien : Тара́с Григо́рович Шевче́нко), surnommé Kobzar, né le 25 février 1814 (9 mars dans le calendrier grégorien) à Moryntsi, gouvernement de Kiev, dans l'Empire russe et mort le 26 février 1861 (10 mars dans le calendrier grégorien) à Saint-Pétersbourg, est un poète, peintre, ethnographe et humaniste ukrainien.
Il est considéré comme le plus grand poète romantique de langue ukrainienne.
Figure emblématique dans l'histoire de l'Ukraine, il marque le réveil national du pays au XIXe siècle. Sa vie et son œuvre font de lui une véritable icône de la culture de l'Ukraine et de la diaspora ukrainienne au cours des XIXe et XXe siècles. La principale université ukrainienne porte son nom depuis 1939 : l’université nationale Taras-Chevtchenko de Kiev.

## Biographie

### Jeunesse
Chevtchenko naît en 1814 dans une famille de paysans serfs à Moryntsi, un village à environ cent cinquante kilomètres au sud de Kiev, aujourd’hui en Ukraine, qui à l'époque faisait partie de l'Empire russe. Il perd très vite sa mère (1823), puis son père (1825), devenant orphelin à l'âge de 12 ans, ce qui rajoute de la douleur à sa vie qui en est déjà remplie. Enfant, il montre de véritables talents pour la peinture. Il travaille et étudie chez un diacre. C'est à cette époque qu'il découvre certaines œuvres de la littérature ukrainienne. Mais il aime aussi dessiner, et fait ses premiers essais chez un peintre.
À 14 ans, Chevtchenko devient serviteur chez un seigneur nommé Pavel Engelhardt,. Il part avec lui près de la mer Baltique pour Vilnius (aujourd’hui en Lituanie), ce dernier y demeure de l'automne 1828 jusqu'au début de l'année 1831. Un soir, le seigneur surprend Chevtchenko dessinant à la lueur d'une bougie devant l'un des tableaux de la maison. Il l'accuse d'avoir failli brûler le précieux tableau et le fait fouetter aux écuries, mais l’épouse d'Engelhardt, une âme charitable, fait remarquer à son époux que s'il envoie Taras en apprentissage d'art, il l'aura pour peintre personnel. Le jour suivant, Chevtchenko est envoyé à l'université de Vilnius pour y suivre les cours du peintre Jan Rustem.

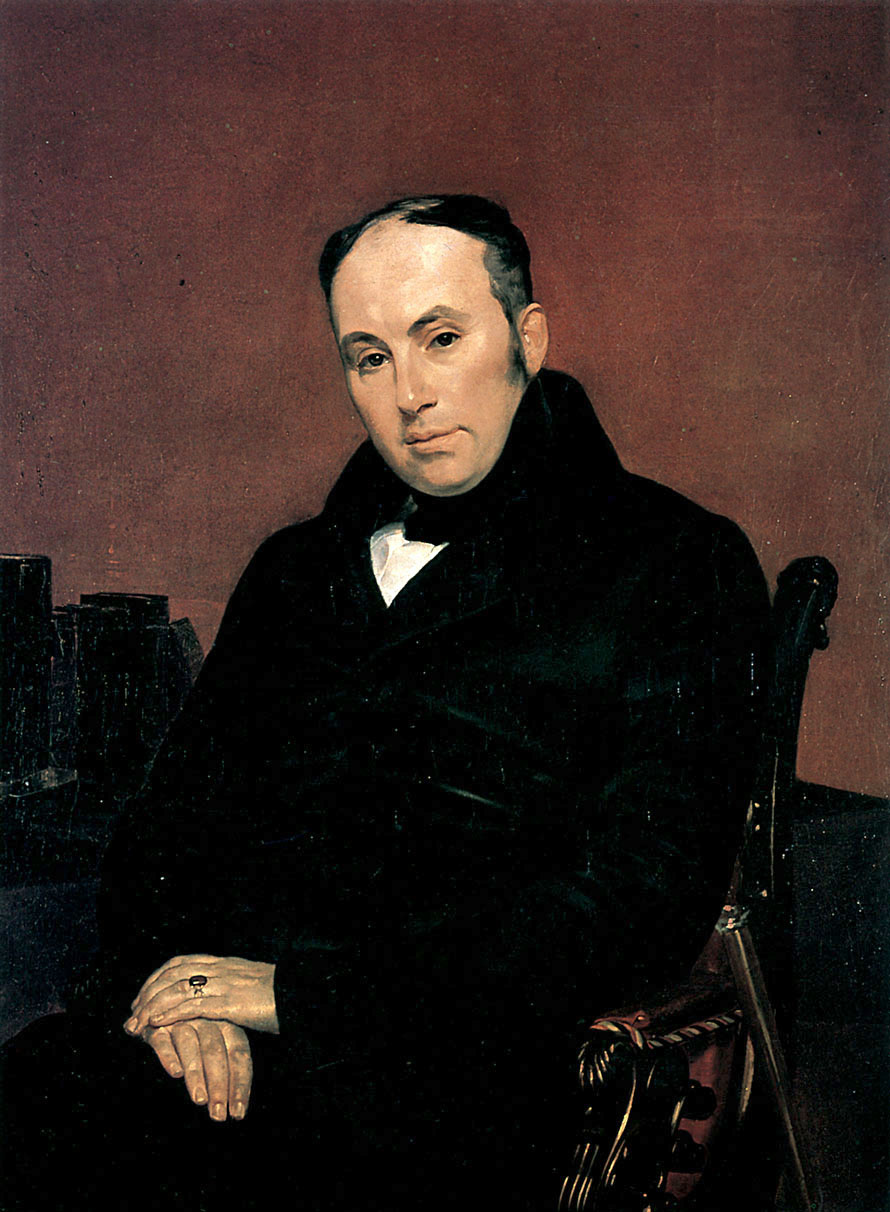
K. Brioullov. Portrait du poète Vassili Joukovski (1837-1838).

En 1831, Engelhardt part pour Saint-Pétersbourg et Taras Chevtchenko y poursuit son apprentissage durant quatre ans en compagnie du peintre Chiriaïev. Taras Chevtchenko passe son temps libre à esquisser les statues des jardins impériaux d'été de la capitale russe. Il fait alors la connaissance de l'artiste ukrainien Ivan Sochenko,. Ce dernier le présente à d'autres compatriotes comme Yevhen Hrebinka et Vasyl Hryhorovytch, ainsi qu'au peintre russe Alexeï Venetsianov. Grâce à eux, il peut rencontrer le célèbre peintre et professeur Karl Brioullov. Ce dernier met en jeu dans une loterie son portrait du poète russe Vassili Joukovski, ce qui lui permet d'acheter et, pour 2 500 roubles, d’affranchir Taras Chevtchenko le 5 mai 1838. Vassili Joukovski lui-même a usé de son influence pour obtenir cet affranchissement ; il en est remercié dans le poème de Chevtchenko, Kateryna.
Pour illustrer son poème Kateryna, écrit en 1838-1839, Chevtchenko peint, à l’été 1842, le tableau de même nom qui reste de nos jours une des images emblématiques de la peinture ukrainienne ; il représente une jeune Ukrainienne enceinte et un soldat russe qui s'éloigne. À cette époque les jeunes filles ukrainiennes qui, après avoir accepté les faveurs des soldats russes de passage, tombaient enceintes des œuvres de « l'occupant », étaient rejetées par leurs familles.

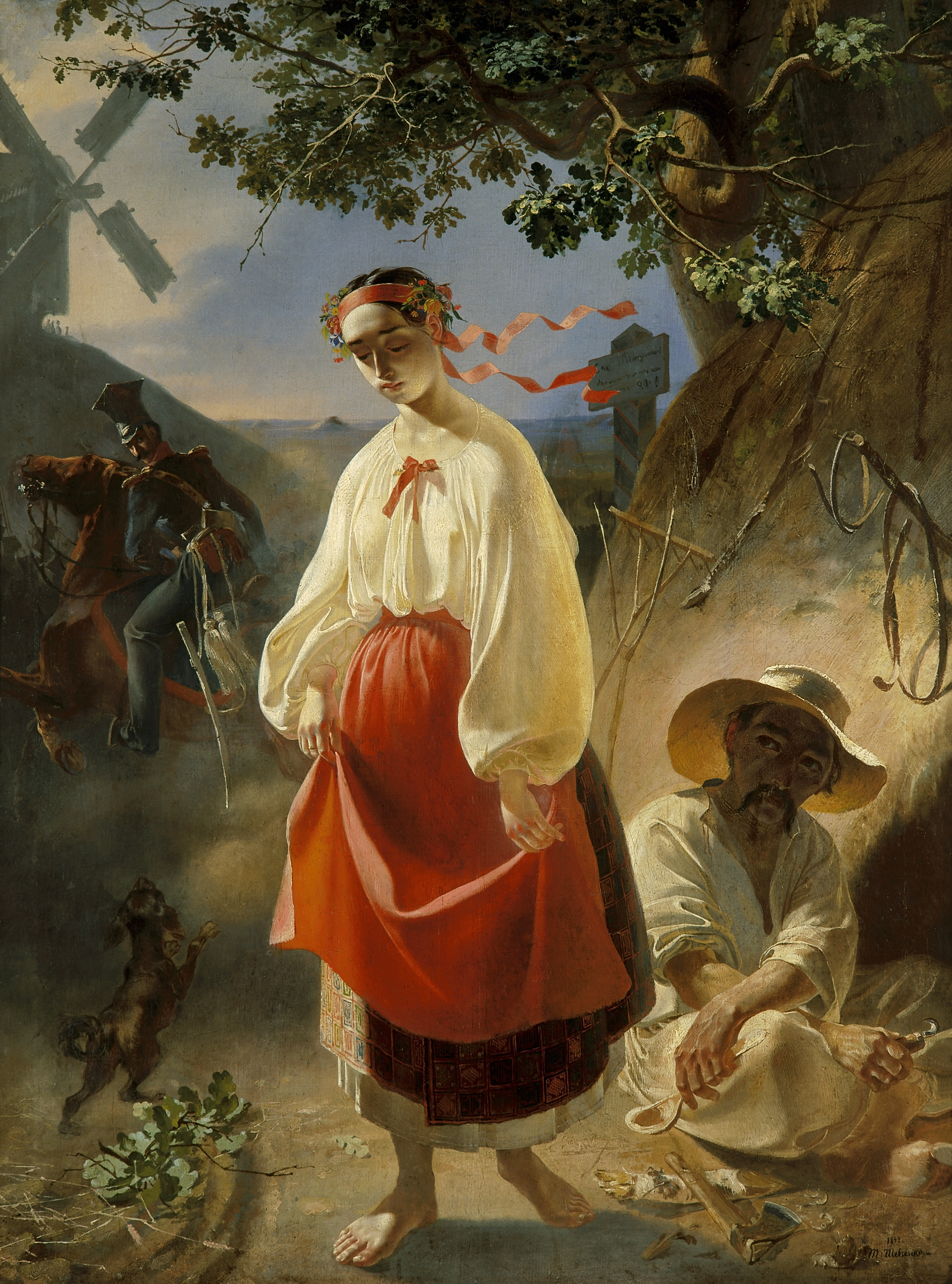
Kateryna (huile sur toile, 1842).

### Artiste et chantre national
Taras Chevtchenko s'inscrit à l'Académie impériale des beaux-arts de Saint-Pétersbourg et y fait ses études sous la direction de Briullov. En 1840, Kobzar (Le Barde), son premier recueil composé de huit poèmes romantiques, est publié à Saint-Pétersbourg.
En 1841, son poème épique Haidamaky, puis en 1844 la Ballade Hamaliia, sont publiés. Tout en vivant à Saint-Pétersbourg, Taras Chevtchenko effectue trois voyages en Ukraine, le premier en 1843, le deuxième en 1845, le troisième en 1846, qui le marquent profondément. Il rend visite à ses parents et à son entourage ; il rencontre, grâce à la famille princière Repnine, de grands auteurs et intellectuels ukrainiens comme Panteleïmon Koulich et Mikhaïl Maximovitch.
Scandalisé par l'oppression tsariste et la destruction de son Ukraine natale, Taras Chevtchenko décide de reproduire, dans Jyvopysna Oukraïna (l'Ukraine pittoresque), un album de gravures, certaines des ruines historiques de sa patrie et des monuments culturels, dont la Porte d'or.
Après avoir terminé ses études à l'Académie des Beaux-arts en 1845, Taras Chevtchenko devient un membre de la Commission d'archéologie de Kiev et voyage partout en Ukraine pour esquisser des monuments historiques, architecturaux et recueillir les traditions folkloriques. À la même époque, il écrit certains de ses poèmes historiques les plus satiriques et politiquement subversifs, comme Son (Un rêve), Sova (Le hibou), Ieretyk (L'hérétique) Slipyi (L'homme aveugle), Velykyi lokh (La grande voûte), et Kavkaz (Le Caucase). Il les réunit avec d'autres poèmes dans un album intitulé Try lita (Trois ans).
En 1846, à Kiev, Taras Chevtchenko rejoint la Confrérie de Cyrille-et-Méthode, une organisation politique secrète qui a pour objectif d'abolir le servage et d'établir l'égalité sociale. Comme les autres membres de la fraternité, il est arrêté le 5 avril 1847 et emprisonné à Saint-Pétersbourg. De plus, après la découverte et la confiscation par les autorités impériales des poèmes satiriques anti-tsaristes issus de son album, (que l'on peut voir à Kiev, au musée qui lui est dédié), Taras Chevtchenko reçoit une punition particulièrement sévère : il est condamné à servir comme simple soldat dans le corps spécial d'Orenbourg,, un régiment installé dans une région lointaine de Russie, près de la mer Caspienne.
C'est la période la plus sombre de la vie du poète. Le tsar Nicolas Ier en personne interdit à Chevtchenko d'écrire et de peindre. Durant son exil, Chevtchenko sert également dans une forteresse d'Orsk. Il réussit toutefois à continuer à peindre et à écrire en cachette dans quatre petits livrets qu'il cache dans ses bottes (visibles au musée de Kiev). Dans ses œuvres, il parle toujours de son pays natal, l'Ukraine, qui lutte contre l'oppression et aspire à la liberté. Beaucoup de ses dessins et peintures faits au cours de son exil représentent la vie des Kazakhs.
Plus tard, de 1848 à 1849, il part comme peintre dans une expédition militaire pour étudier et décrire la mer d'Aral.

### Dernières années

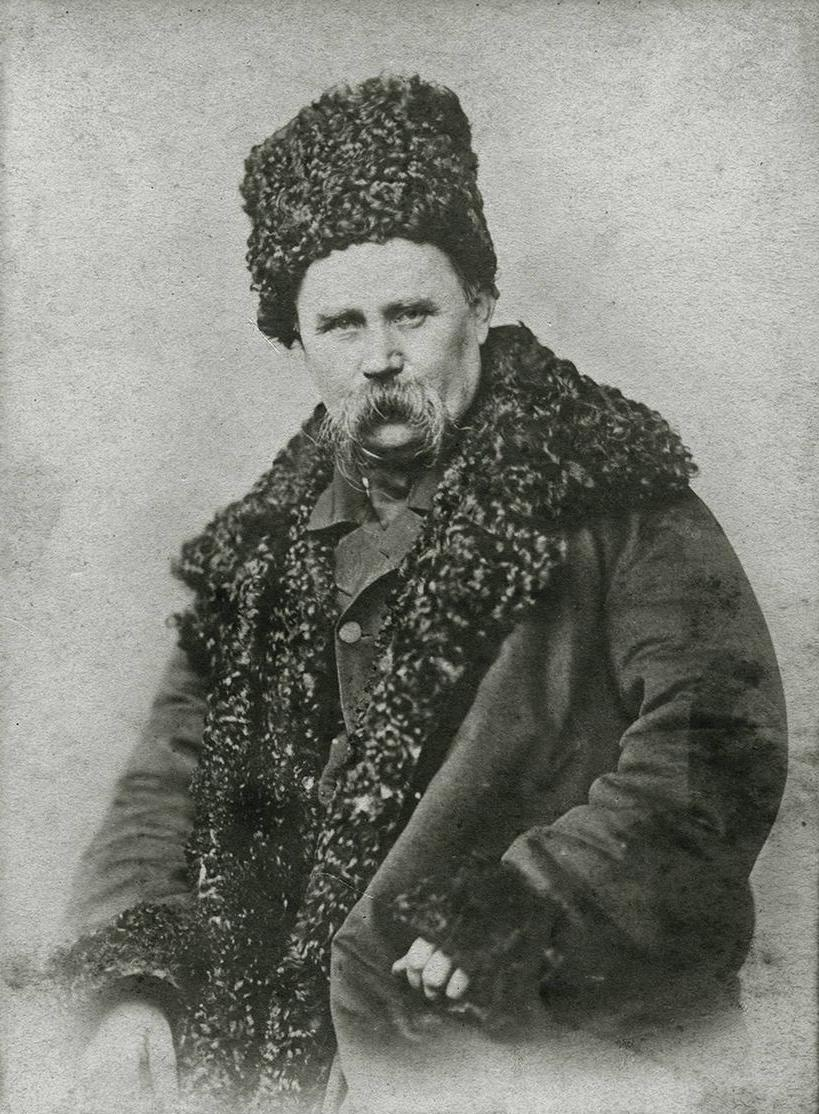
Chevtchenko en avril 1859.

En 1850, Taras Chevtchenko est transféré à la forteresse de Novopetrovskoïe, au bord de la mer Caspienne, où les consignes de son exil sont plus durement appliquées. Il réussit cependant à créer plus de cent aquarelles et dessins. Il écrit également plusieurs nouvelles en langue russe. Il est libéré de son exil militaire en 1857, deux ans après la mort de Nicolas Ier, mais il lui est interdit de vivre en Ukraine. Après avoir passé une grande partie des années suivantes à Nijni Novgorod, au bord de la Volga, il s'établit à Saint-Pétersbourg. C'est en 1859 seulement, qu'il est autorisé à rendre visite à ses parents et à ses amis en Ukraine. Mais il y est arrêté, interrogé, puis renvoyé à Saint-Pétersbourg. Taras Chevtchenko reste sous la surveillance de la police jusqu'à sa mort. Il épouse, deux ans avant sa mort, une Ukrainienne « volage » de son village.
Soucieux d’éduquer son peuple, il crée un alphabet ukrainien qu’il diffuse personnellement dans le pays. Il meurt en 1861, l'année où le servage est aboli en Russie.

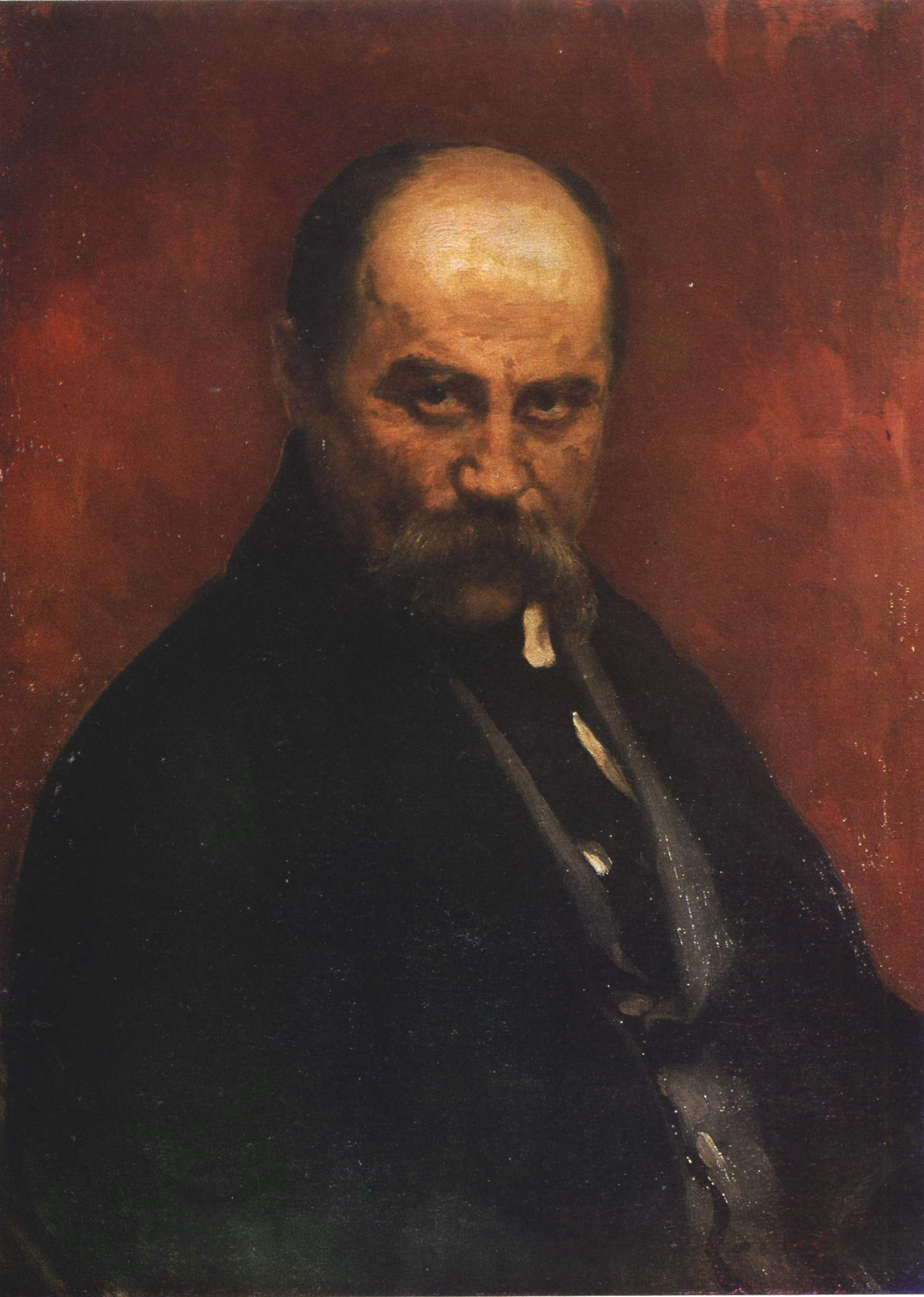
Portrait de Taras Chevtchenko,
Ilia Répine, 1888,
Musée russe, Saint-Pétersbourg.

 Enterré à Saint-Pétersbourg, deux mois plus tard, ses restes sont transférés en Ukraine conformément à ses vœux, et inhumés sur une colline surplombant le Dniepr, Chernecha Hora (la montagne du Moine), près de Kaniv, une ville proche de son lieu de naissance. Le peuple ukrainien organise à son poète de grandes funérailles, auxquelles assistent 60 000 personnes. Depuis, sa tombe, intégrée dans la réserve nationale de Chevtchenko, est considérée comme un lieu de pèlerinage par des millions d'Ukrainiens.

## Influence
Taras Chevtchenko occupe une place exceptionnelle dans l'histoire culturelle de l'Ukraine. Son nom reste un des symboles les plus marquants du réveil de l'esprit national ukrainien au XIXe siècle. Vers la fin du XIXe siècle, son Kobzar devient le livre de référence d'enseignement de la langue ukrainienne. À l'image de William Shakespeare qui fut surnommé le barde, le poète ukrainien fut surnommé le kobzar bien qu'il ne joue ni du kobza ni de la bandoura.
De ses 47 ans, Chevtchenko en vécut 10 en servage et 10 en exil. Sa vie tragique et l’amour de son pays et de sa langue reflètent, dans l'imaginaire de ses compatriotes, le destin du peuple ukrainien, qui lutta à travers des siècles pour sa culture et sa liberté. L'influence de son œuvre dans la vie culturelle et politique ukrainienne est immense. Taras Chevtchenko est « le poète national » des Ukrainiens.

## Galerie d’œuvres de Taras Chevtchenko

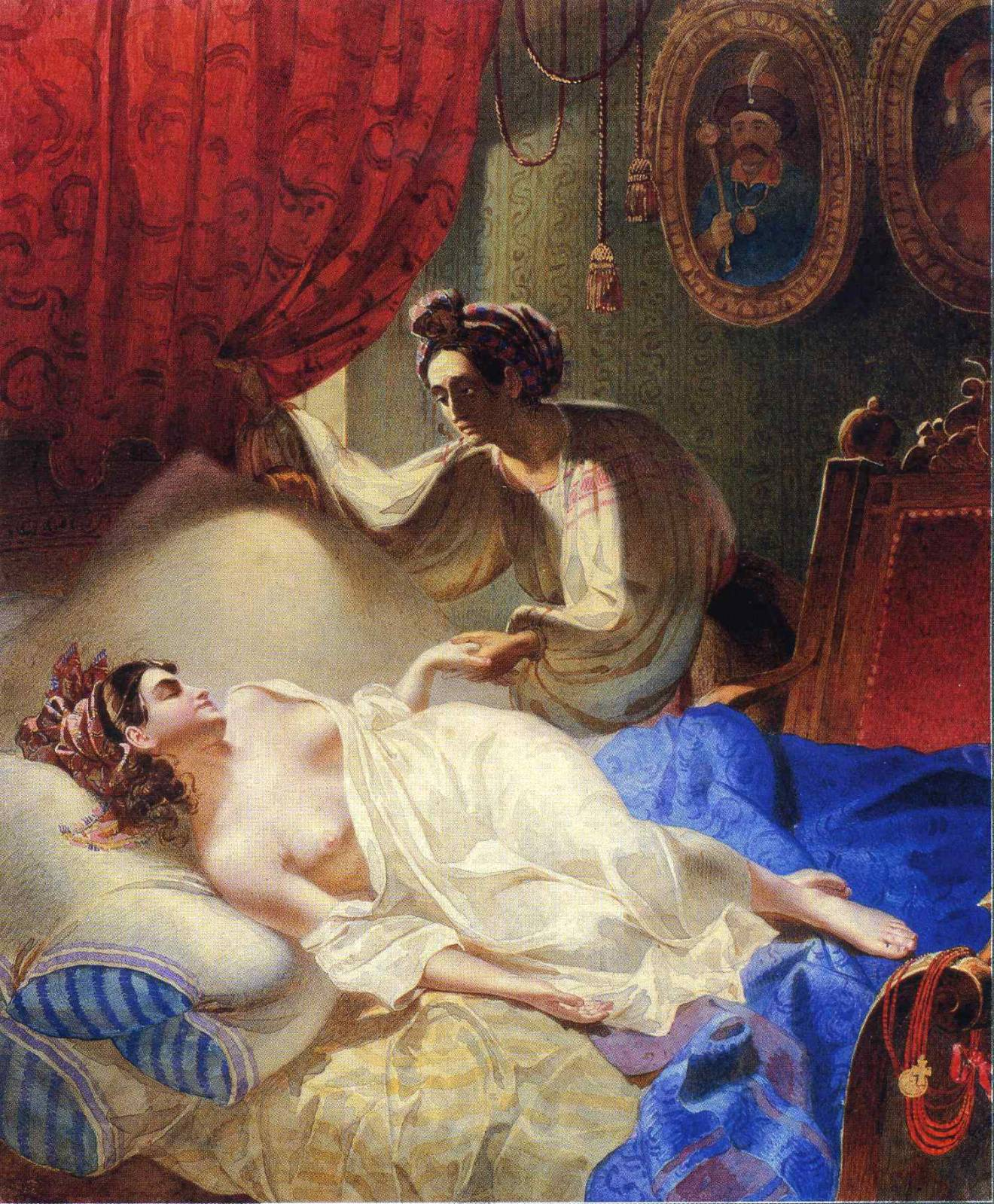
Maria.
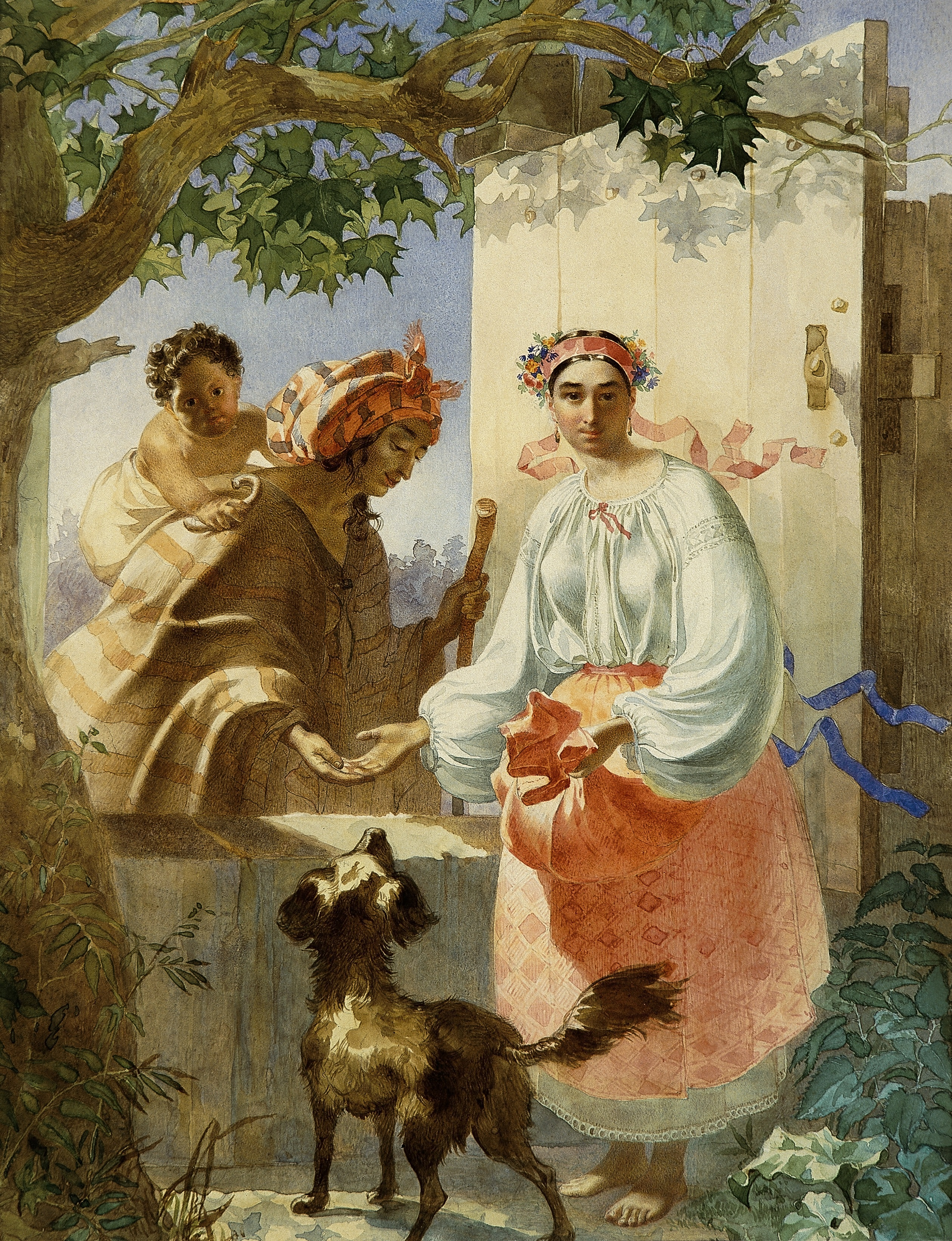
La bohémienne diseuse de bonne aventure (1841).
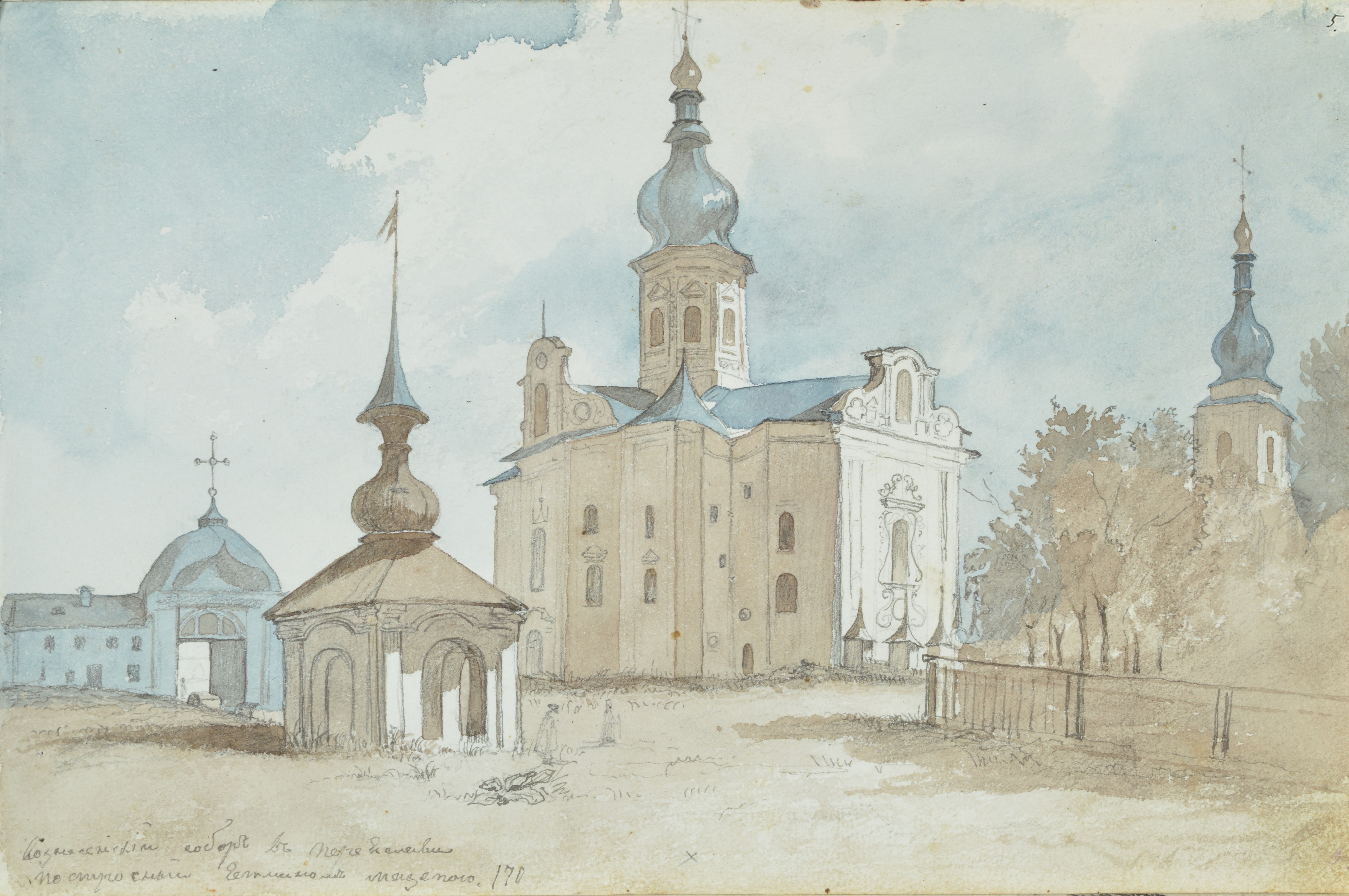
La cathédrale de l'Ascension à Pereyaslav (1845).
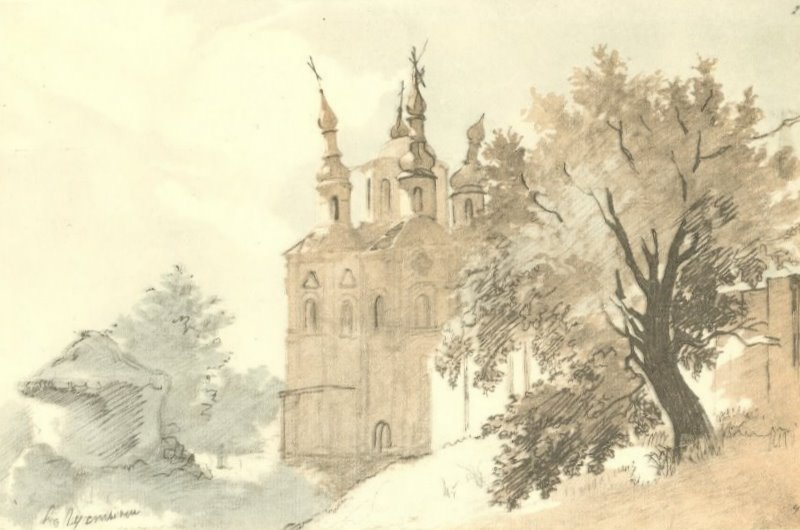
Monastère de la Sainte-Trinité de Goustynia.
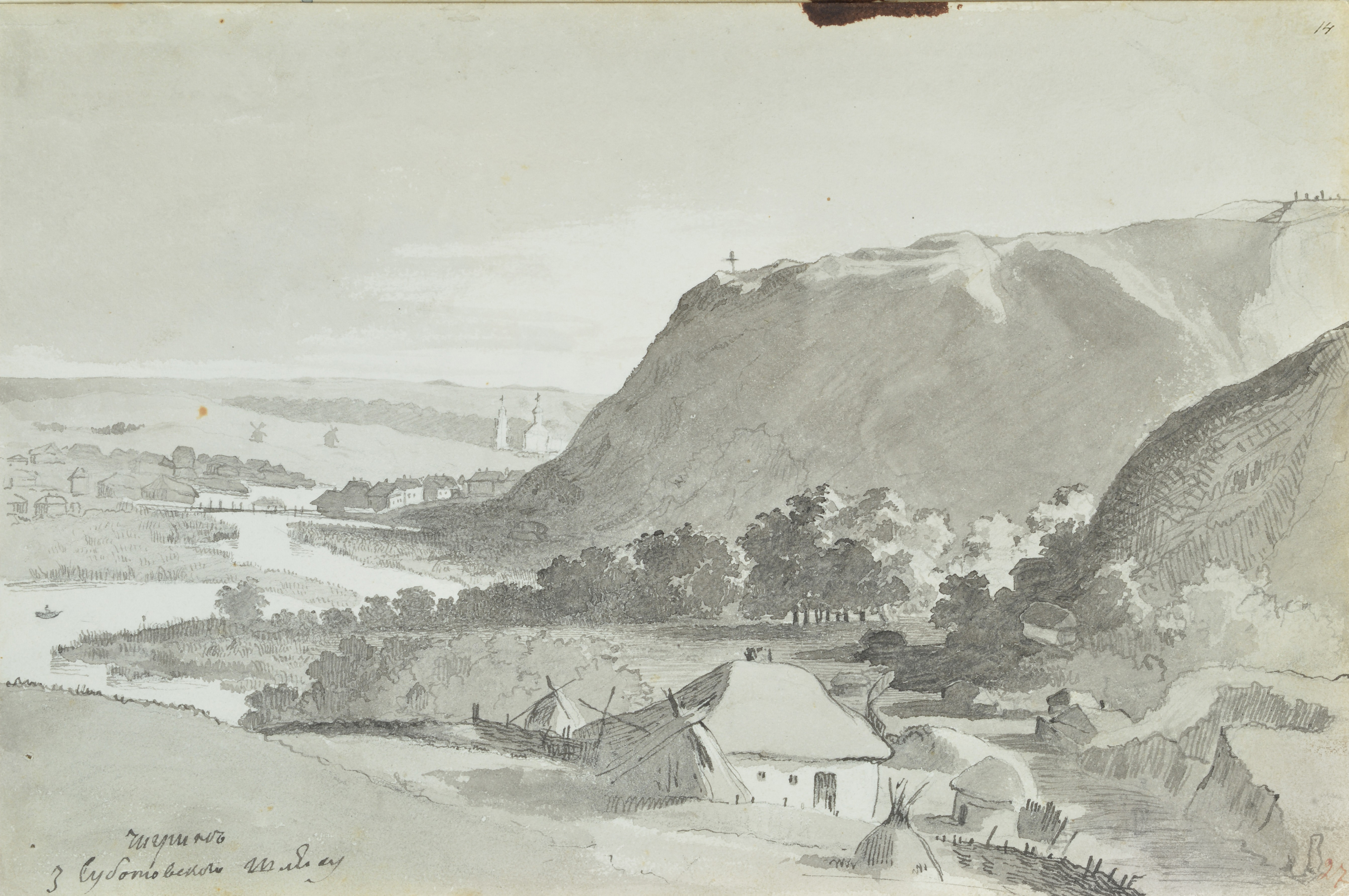
Chygrin vers Subotivsky (1845).
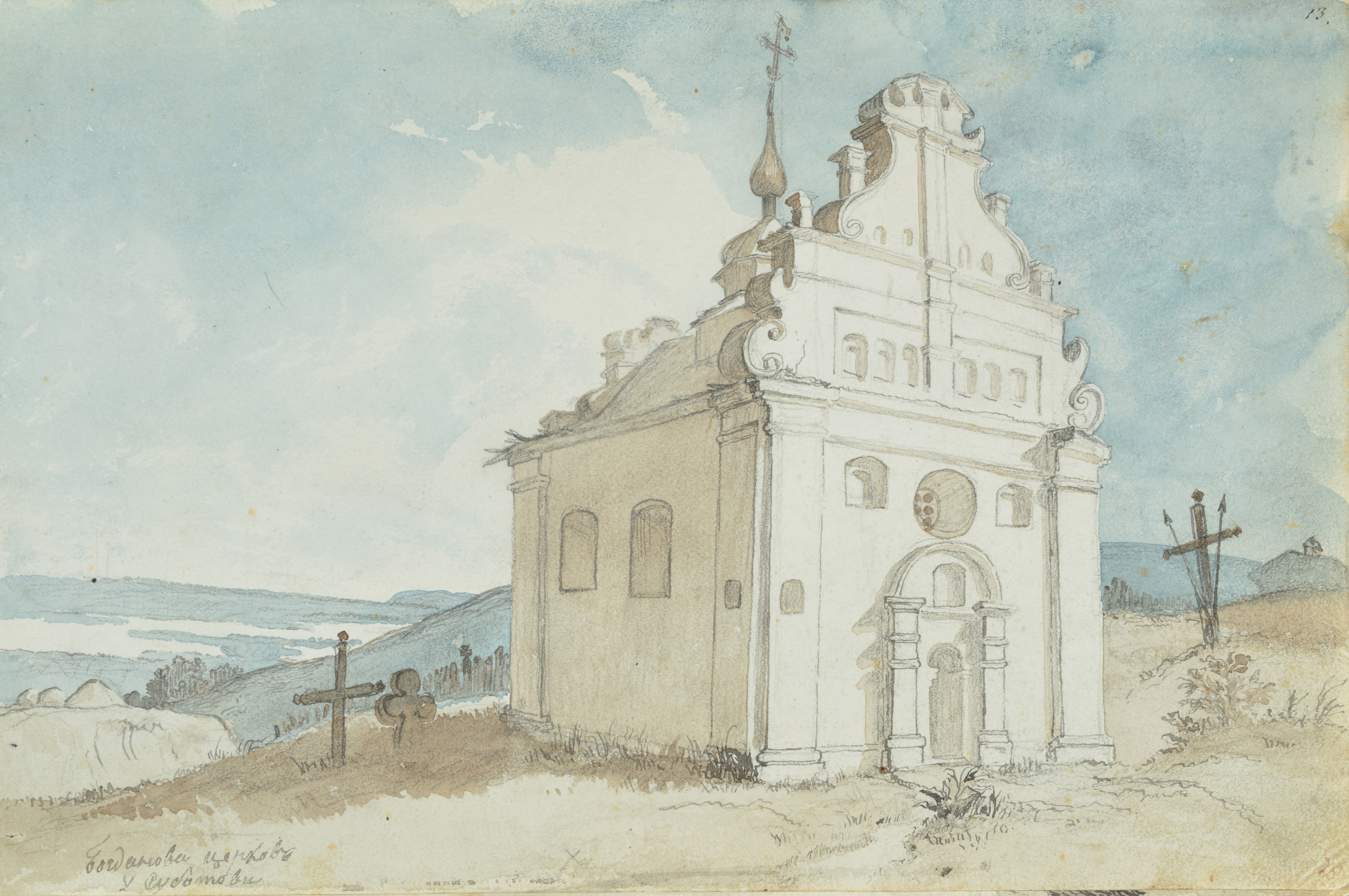
Église de Bohdanov (1845).

## Œuvres
- 1840 : Kobzar
- 1841 : Les Haïdamaques
- 1844 : Le Rêve ; La Servante ; Le Caucase
- 1845 : L'Hérétique ; Le Testament, son plus célèbre poème ; Trois ans
- 1848 : Les Rois
- 1856 : L'Artiste
- 1857 : Les Néophytes
- 1858 : Ira Aldridge, pastel

### Traductions en français
- Tarass Chevtchenko (trad. Henri Abril, Nina Nassakina et Cazimir Szymanski), Œuvres choisies, Éditions DNIPRO, 1978, 320 p. — Livre bilingue et illustré
- Taras Chevtchenko, Kobzar, les Éditions Bleu & Jaune, 2015, 128 p.
- Taras Chevtchenko (trad. Eugène Guillevic, préf. André Markowicz), Notre âme ne peut pas mourir, Éditions Seghers, 2022 (ISBN 978-2232146107)

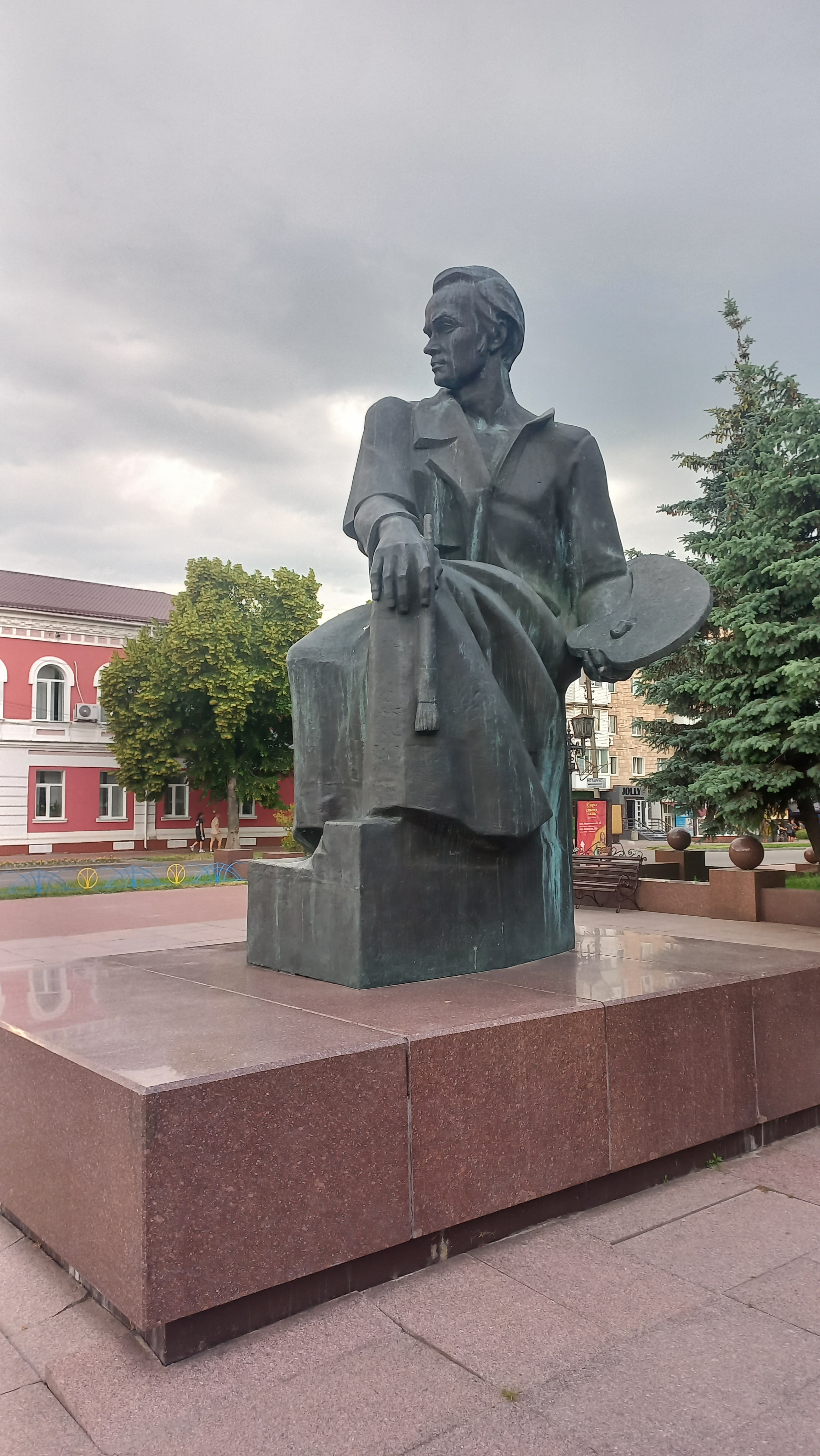
Statue de Taras Chevchenko à Prylouky, Ukraine.

## Postérité
La principale université d'Ukraine porte son nom depuis 1939 : l’université nationale Taras-Chevtchenko de Kiev, et il existe de nombreux monuments en hommage au poète dans tout le pays, notablement un musée Taras-Chevtchenko et une Réserve nationale de Chevtchenko, à Kaniv, dans laquelle se trouve sa tombe, la Réserve nationale historique et culturelle Taras Chevtchenko de sa maison de jeunesse. L'université de Louhansk porte aussi son nom.

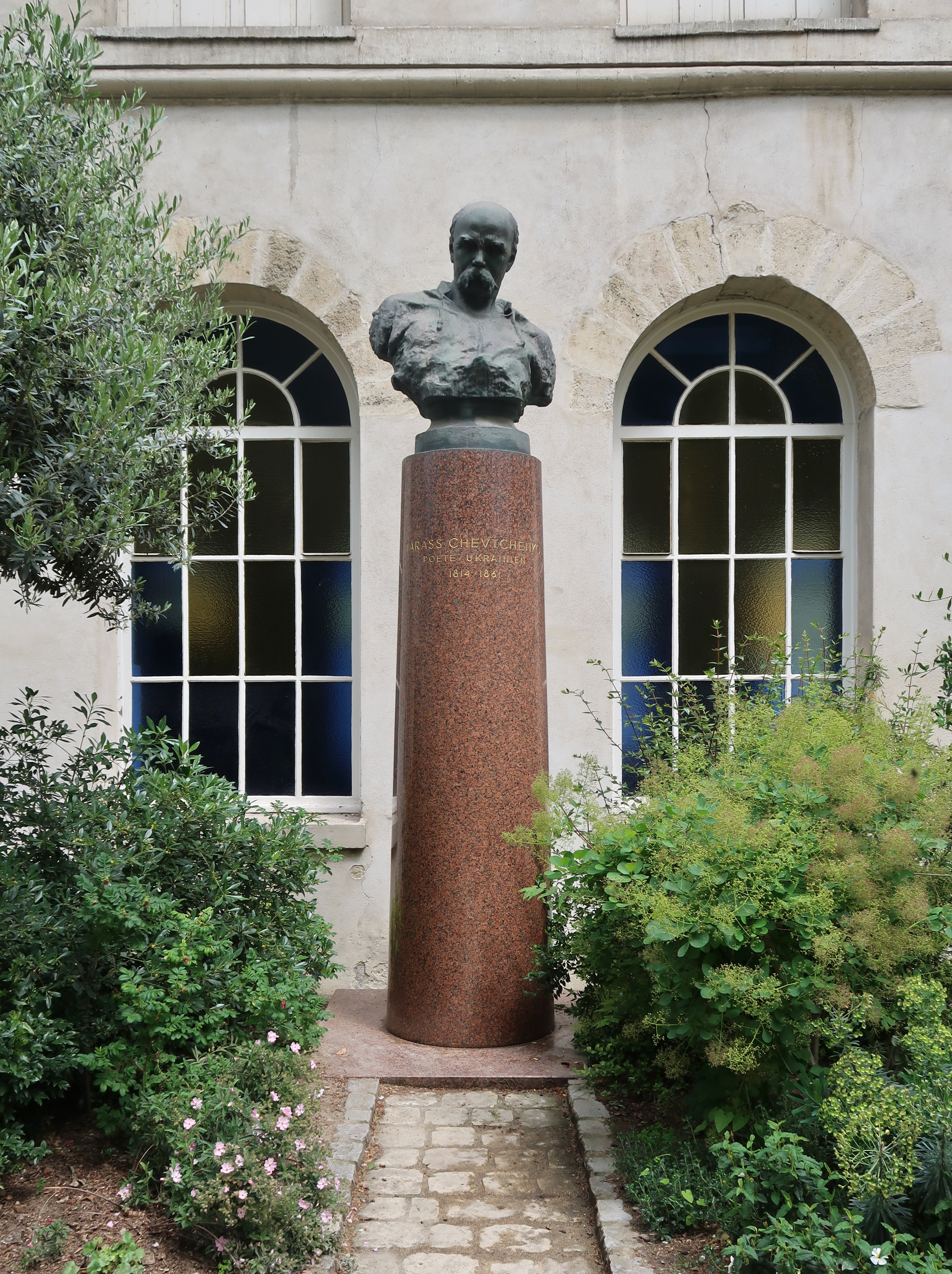
Statue de Chevtchenko située dans le square Taras-Chevtchenko à Paris (6e arrondissement).

Un square Taras-Chevtchenko (abritant un buste du poète) se trouve dans le 6e arrondissement de Paris. À Toulouse (ville jumelée avec Kiev depuis 1975), une sculpture érigée en 1971 lui est dédiée, auparavant dans le quartier de Bellefontaine, elle se trouve, aujourd'hui, à l'entrée du Jardin Compans-Caffarelli. Un buste en hommage au poète se trouve aussi dans la ville de Québec. Toujours au Canada, un boulevard porte son nom à Montréal. De nombreuses rues portent son nom en Russie, comme à Saint-Pétersbourg, Ekaterinbourg, Smolensk, ou Riazan. Au Kazakhstan, la ville d’Aktaou porta le nom de Chevtchenko de 1964 à 1992, en l’honneur du poète qui y fut exilé. Toujours au Kazakhstan, l'ancienne forteresse de Novopetrovskoïe, où le poète fut aussi exilé, porte depuis 1939 le nom de Fort Chevtchenko.

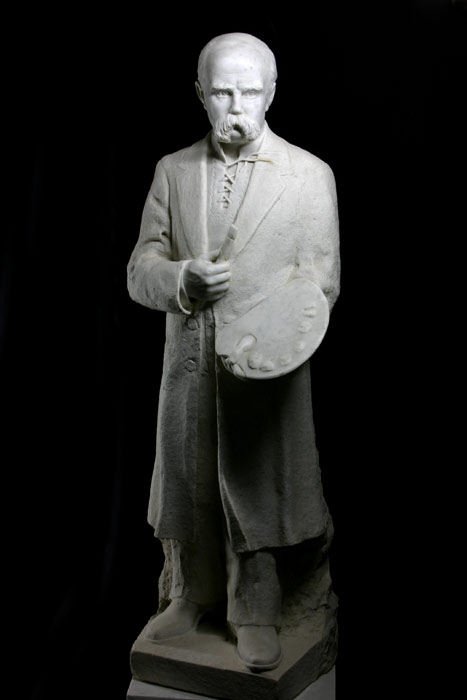
Sculpture de Taras Chevtchenko par Nicholas Shmatko (2010).

Au cours des années 1880, le promoteur principal de Taras Chevtchenko fut le radical et prééminent galicien Ivan Franko. Il écrivit, pour évoquer les aspects différents de sa créativité, Des contributions à l'évaluation de la poésie de Taras Chevtchenko.
Anton Manastirski a peint son portrait en 1912 : une huile sur toile de 55 × 42 cm.
Taras Shevchenko est le titre d'une VHS d'un concert du groupe anglais New Order, enregistrée le 18 novembre 1981 à l'Ukranian National Home de New York.
Les paroles de chansons du groupe de black metal atmosphérique ukrainien Drudkh sont inspirées entre autres des poèmes de Taras Chevtchenko.

### Filmographie
La vie de Taras Chevtchenko a inspiré la réalisation de plusieurs films ou programmes télévisés. Parmi ceux-ci, on compte notamment :
- Taras Chevtchenko de Piotr Tchardynine, 1926.
- Taras Chevtchenko d'Igor Savtchenko, Alexandre Alov et Vladimir Naoumov, 1951.